# Octopoteuthoidea
Octopoteuthoidea S. S. Berry, 1912 è una superfamiglia di molluschi cefalopodi decapodiformi, una delle sette appartenenti all'ordine Oegopsida.

## Tassonomia
La superfamiglia comprende le seguenti due famiglie:
- Lepidoteuthidae Pfeffer, 1912
- Octopoteuthidae S. S. Berry, 1912